# Aeroporto di Milas-Bodrum
L'aeroporto di Milas-Bodrum è un aeroporto internazionale che serve le città turche di Bodrum e Milas. L'aeroporto e ubicato a 36 km nord-est di Bodrum ed a 16km a sud di Milas. Lo spazioso nuovo terminal internazionale è stato completato nel 2000.
Il vecchio terminal, oggi riservato ai voli nazionali, si trova ad 1 km di distanza, a 15 minuti a piedi attraversando un prato. Il terminal movimenta circa 2,5 milioni di viaggiatori per anno, ed è particolarmente frequentato durante la stagione estiva per l'arrivo di molti voli charter dalle maggiori città europee. L'aeroporto è dotato di una pista in cemento lunga 3.000 metri e larga 45.

## Espansione
C'è un nuovo terminal in costruzione, progettato per accogliere 5 milioni di passeggeri all'anno ed è in fase di completamento. La struttura principale è costruita da 9 pontili di imbarco coperti, 8 dei quali ad un solo ingresso e uno a doppio ingresso per aeromobili più grandi. Il terminal dovrebbe essere inaugurato nell'aprile 2012. L'attuale terminal internazionale verrà destinato al traffico nazionale.

## Statistiche traffico
(*)Dati provvisori. Source: DHMI.gov.tr